# Чураевский сельсовет
Чураевский сельсовет — муниципальное образование в Мишкинском районе Башкортостана.
Административный центр — село Чураево.

## История
Согласно Закону о границах, статусе и административных центрах муниципальных образований в Республике Башкортостан имеет статус сельского поселения.

## Население
| 2002  | 2009  | 2010  | 2012  | 2013  | 2014  | 2015  |
| ----- | ----- | ----- | ----- | ----- | ----- | ----- |
| 1700  | ↘1690 | ↘1658 | ↘1604 | ↘1572 | ↘1537 | ↘1514 |
| 2016  | 2017  | 2018  |       |       |       |       |
| ↘1473 | ↘1472 | ↘1439 |       |       |       |       |

## Состав сельского поселения
| № | Населённый пункт | Тип населённого пункта       | Население |
| - | ---------------- | ---------------------------- | --------- |
| 1 | Чураево          | село, административный центр | ↗984      |
| 2 | Букленды         | деревня                      | ↘307      |
| 3 | Раевка           | деревня                      | ↘167      |
| 4 | Октябрь          | деревня                      | ↗151      |
| 5 | Маевка           | деревня                      | ↗49       |